# Gaza
Gaza (arabsko قطاع غزة, latinizirano: Qiṭāʿ Ġazzah) je manjše palestinsko ozemlje pod lastno upravo na vzhodni obali Sredozemskega morja, ki meji na Egipt na jugozahodu in Izrael na vzhodu in severu. Gaza skupaj z Zahodnim bregom tvori Palestinska ozemlja, del načrtovane prihodnje države Palestine. Gazo in Zahodni breg deli izraelsko ozemlje. Od junija 2006 je Gaza pod upravo Hamasa, palestinske islamske organizacije, ki je prevzela oblast po zmagi na volitvah leta 2006. Takrat sta Izrael in ZDA proti Gazi uvedla mednarodni ekonomski in politični bojkot.
Ozemlje Gaze je dolgo 41 km in široko 6 do 12 km, s skupno površino 365 km². Z 2,37 milijona prebivalcev je tretje najgosteje poseljena politična enota na svetu. Zaradi velikega izraelskega tamponskega območja je precejšen del Gaze nedostopen za prebivalce. Z naravnim prirastom prebivalstva 2,91 % (ocena leta 2014) je trinajsta na svetu in pogosto označena za prenaseljeno. Zaradi izraelsko-egiptovske blokade prebivalci ne smejo prosto zapustiti Gaze ali vstopiti vanjo, prepovedana sta tudi izvoz in uvoz izdelkov. Večina prebivalstva Gaze predstavljajo suniti.
Kljub izraelskemu umiku iz Gaze leta 2005 Združeni narodi, mednarodne organizacije za človekove pravice ter večina državnikov in pravnikov označuje, da je Gaza še vedno pod izraelsko okupacijo, ki jo podpira tudi Egipt z omejitvami prebivalcev. Izrael tako ohranja neposreden nadzor nad Gazo od zunaj in posredni nadzor nad življenjem v Gazi: nadzira zračni in pomorski prostor Gaze ter šest od sedmih mejnih prehodov Gaze na kopnem. Hkrati si jemlje pravico, da vstopi v Gazo z vojsko in ohranja tamponska območja znotraj ozemlja Gaze, ki je od Izraela odvisna na področnih oskrbe z vodo, elektriko, telekomunikacij in ostalih komunalnih storitev.
Po zmagi Hamasa na volitvah leta 2006 se je Fatah odrekel sodelovanju v koaliciji, dokler ni Saudova Arabija izpogajala vlade narodne enotnosti. Ko je ta pod skupnim pritiskom Izraela in ZDA junija 2007 razpadla, je palestinski svet prevzel upravo Zahodnega brega, Hamas pa upravljanje Gaze. Izrael in Višegrajska skupina sta na to odgovorila z dodatnimi gospodarskimi sankcijami proti Hamasu. V Gazi je med Hamasom in Fatahom izbruhnil kratek spopad za nadzor nad ozemljem, pri čemer so sodelovale ZDA, toda Hamas je ostal na oblasti ter izgnal člane Fataha in PA iz uprave ter ostaja na čelu Gaze.